# Немотивированное убийство: История Эдмунда Перри
«Немотивированное убийство: История Эдмунда Перри» (англ. Murder Without Motive: The Edmund Perry Story) — американский телефильм 1992 года с Кёртисом Макклэрином в главной роли. Основан на реальных событиях.

## Сюжет
У чернокожего юноши Эдмунда Перри (Кёртис Макклэрин), казалось бы, всё складывается удачно. Он заканчивает дорогую частную школу и получает стипендию на обучение в Стэнфордском университете. И тут его убивает полицейский, который утверждает, что сделал это в порядке самообороны. Фильм рассказывает о четырёх годах обучения Эдмунда в школе, которые в конечном счете и привели его к такому концу.